# أل كونتي
أل كونتي (بالإسبانية: Al Conti)‏ هو ملحن أرجنتيني، ولد في 9 مارس 1968.

## وصلات خارجية
- الموقع الرسمي